# 本多良之助
本多良之助（日语：／ Honda Ryōnosuke，1824年—1897年）是日本江戶時代後期武士，幕末下野宇都宮藩藩士。

## 生涯
文政7年（1824年），良之助作為下野宇都宮藩藩士擔任普請方小頭的本多國太夫的長男出生。
文政12年（1830年）12月8日，良之助父親國太夫被藩的同僚鈴木忠左衛門殺害。由於鈴木是鄉士出身，擅長劍術，但是鈴木在戶田家中的御前比試中敗給國太夫後，認為自己難以獲重用，從而反目成恨。在比試結束後數天，鈴木邀約國太夫前往宇都宮城下自己家中，將其灌醉，然後趁國太夫迷糊之際將他殺死，最終鈴木與妻子雙雙逃亡。此事導致鈴木和本多兩家同時失去當主，剩下的族人只能過著貧困的生活。
天保9年（1838年），良之助元服，在日光等地修行數年。良之助為了報仇，踏遍東北地方和北關東尋找鈴木。其後，他又跟隨母親的遠戚政五郎，一同在各地行商的同時，步上尋仇之旅。最終，良之助得悉鈴木可能身處於常陸水戶藩附近的大串村，於是他在天保11年（1840年）6月19日潛入大串村的古寺寶性院，並且在鈴木早上前往水井洗臉時，突然出現，在報上姓名後殺死鈴木，成功替父報仇。其後，良之助與政五郎一同向村役人自首，水戶藩接報後亦派人前往調查，在得到鈴木妻子確認死者身份後，將鈴木腌屍（遺骸を塩詰め），並且派人知會戶田氏。戶田氏收到消息後，亦派認為鈴木的家臣前往查證，確認無誤後將良之助帶返宇都宮。良之助重返宇都宮後，以孝子身份獲得英雄式的款待，水戶藩主德川齊昭等對他的行為亦讚頌有加，宇都宮藩主戶田忠溫亦相當高興，准許良之助可以與自己見面，並且讓他成為比父親國太夫身份要高的中小姓。明治30年（1897年），良之助死去，享年74歲。良之助之子本多貞次郎後來創辦了京成電鐵。

## 脚注
1. ↑  坂本『シリーズ藩物語、宇都宮藩・高徳藩』、P74
2. 1 2 3 4  坂本『シリーズ藩物語、宇都宮藩・高徳藩』、P75
3. 1 2 3 4 5 6  坂本『シリーズ藩物語、宇都宮藩・高徳藩』、P76